# Emder Gans
| Emdener Gans             | Emdener Gans                                                           |
| ------------------------ | ---------------------------------------------------------------------- |
| Emder Gans in Tasmanien. |                                                                        |
| Bestand: stark gefährdet |                                                                        |
| Herkunft                 | Ostfriesland, besonders die Stadt Emden; Niederlande und Niedersachsen |
| Standard                 | - BDRG seit 1912 - EE                                                  |
| Gewicht                  | - Ganter: 11 bis 12 kg - Gans: 10 bis 11 kg                            |
| Farbenschläge            | weiß                                                                   |
| Ringgröße                | 27 mm                                                                  |
| Bruttrieb                | vorhanden                                                              |
| Legezeit                 |                                                                        |
| Legeleistung             | - 50 Stück - Mindesteigewicht: 170 g - Eierschalenfarbe: weiß          |
| Liste von Gänserassen    |                                                                        |

Die Emder Gans, häufig Emdener Gans genannt, ist Deutschlands älteste und größte Gänserasse.

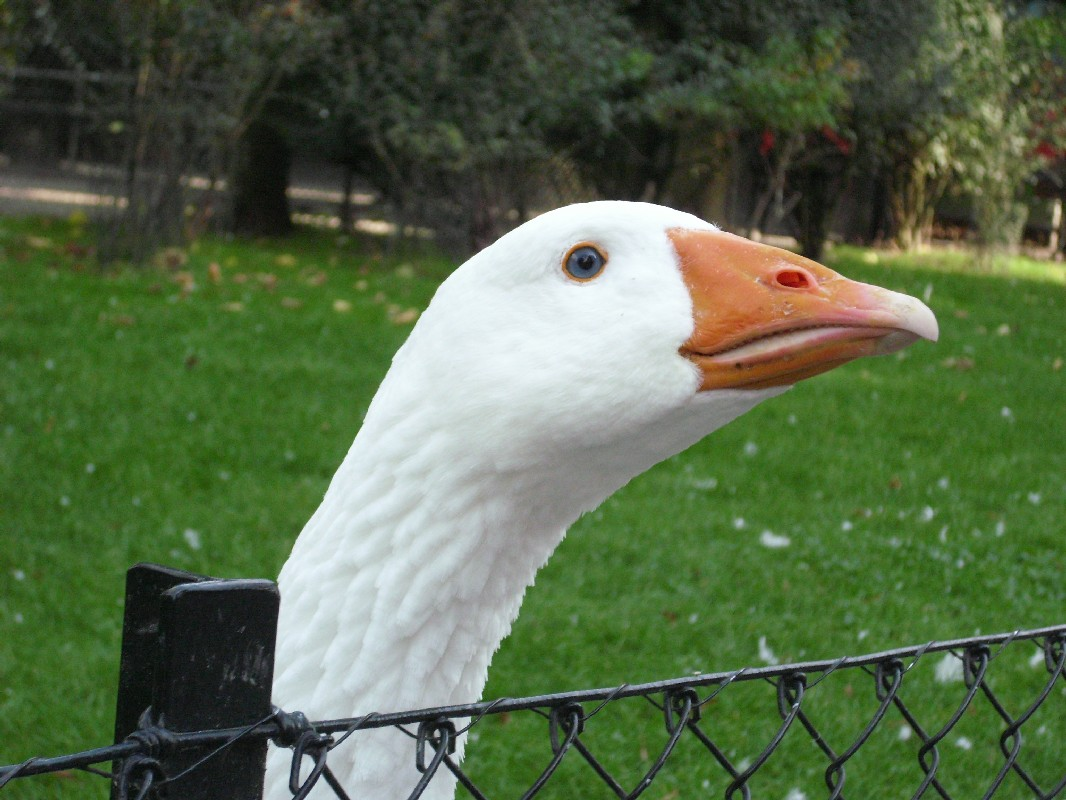
Emder Gans im Tierpark Hagenbeck

## Merkmale
Der Gesamteindruck dieser schwersten deutschen Hausgans ist sehr harmonisch, da alle Übergänge wegen des ausgesprochen langen Halses fließend erscheinen – der Grund für die Bezeichnung Schwanengans (die eigentliche Schwanengans ist eine Feldgansart) und auch für die weltweite Verbreitung. Der Erfolg dieser niederdeutschen Gänserasse lässt sich am besten an ihrem anglo-amerikanischen Namen herausfinden, der in der „Neuen Welt“ gleich mitimportiert wurde (Embden goose).
Infolge der jahrzehntelangen Linienzucht hat der Bruttrieb allerdings nachgelassen, was heutzutage durch Brutschränke ausgeglichen wird. Vereinzelt schreiten aber dennoch weibliche Gänse am Ende der Legeperiode zum Brutgelege und sind bei der Aufzucht sehr fürsorglich.

## Geschichte
Die Zucht der Emder Gans ist bis zurück ins 13. Jahrhundert nachweisbar. Die Stammform der meisten europäischen Hausgänse ist die an der Nordsee ansässige Graugans. Einer der Meilensteine, der zur Herausbildung der Emder Gans führte, stellte die in den Niederlanden (Westfriesland) und Ostfriesland (Emden) sowie Bremen gehaltene große Landgans dar. Im Rassenamen lautet das Attribut in Emden selbst zwar Emder, dennoch ist auch die Bezeichnung Emdener Gans in Zuchtkreisen mittlerweile stark verbreitet.

## Nutzung

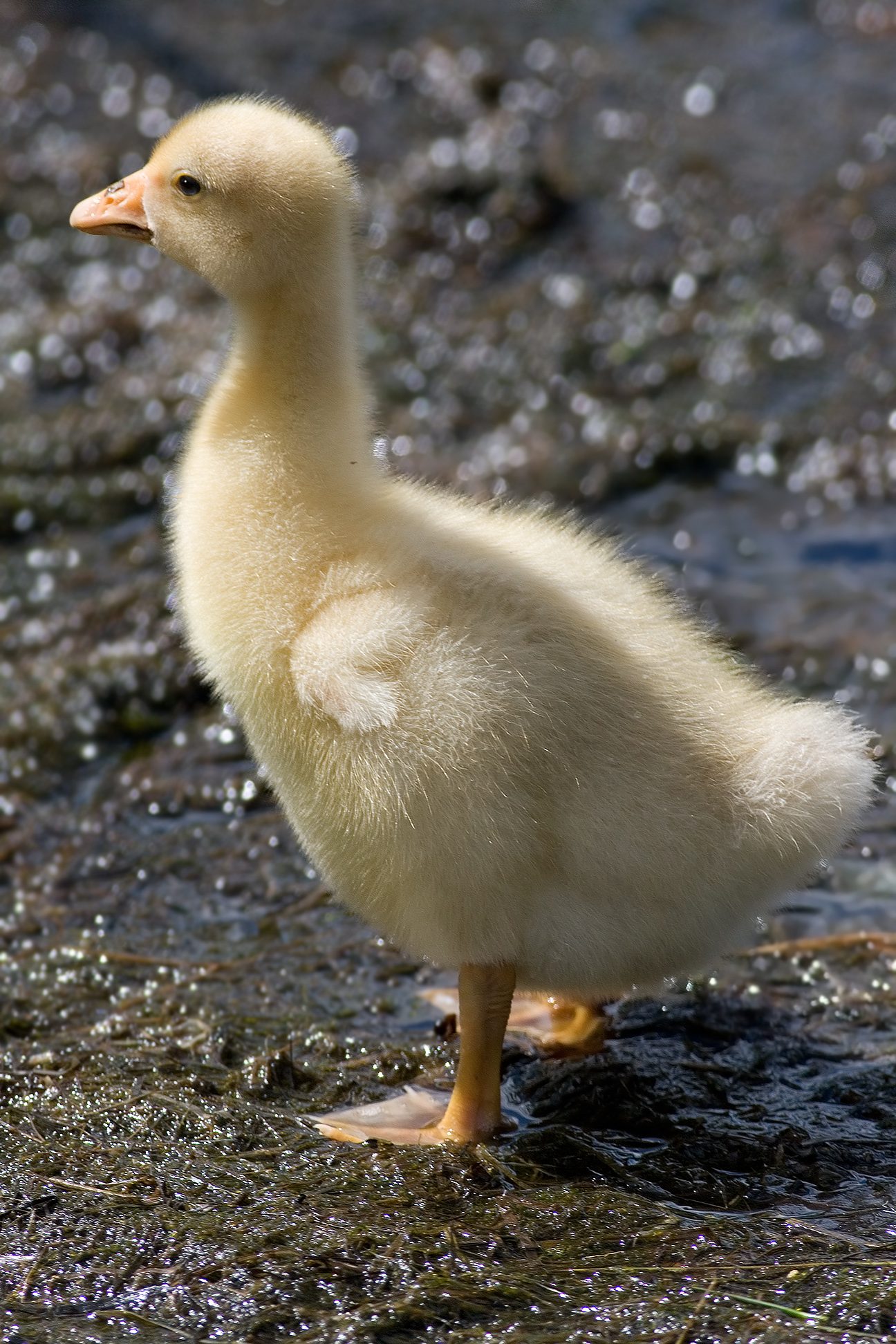
Gössel

Die Emder Gans ist eine ausgesprochene Weidegans. Auch ohne Mast, bei ausschließlicher Weidehaltung, liegt ihr Gewicht im ersten Jahr zwischen 8 und 10 kg. Früher war sie – so gehalten – auf jedem Bauernhof in den beschriebenen Gebieten anzutreffen. Heute ist diese Nutztierrasse vom Aussterben bedroht; ihr Bestand 1997: in 44 Haltungen 435 reinrassige Tiere.
Ihre Eigenschaften sind in den vielen Hybridherkünften, die heute in aller Welt gehalten werden, genetisch verankert.